# Alophosternum foliicola
Alophosternum foliicola är en stekelart som beskrevs av Joseph Augustine Cushman 1933. Alophosternum foliicola ingår i släktet Alophosternum och familjen brokparasitsteklar. Inga underarter finns listade i Catalogue of Life.